# Manns Choice
Manns Choice è una borough degli Stati Uniti d'America, nella contea di Bedford nello Stato della Pennsylvania. Secondo il censimento del 2000 la popolazione è di 291 abitanti.

## Società

### Evoluzione demografica
La composizione etnica vede una maggioranza della razza bianca (99,66%).
| borough di Manns Choice Popolazione |     |
| 2000                                | 291 |
| Stima al 2009                       | 275 |